# Pieniążnica szerokoblaszkowa

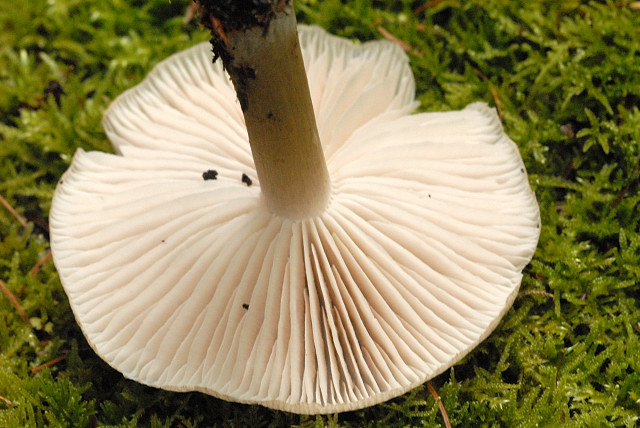

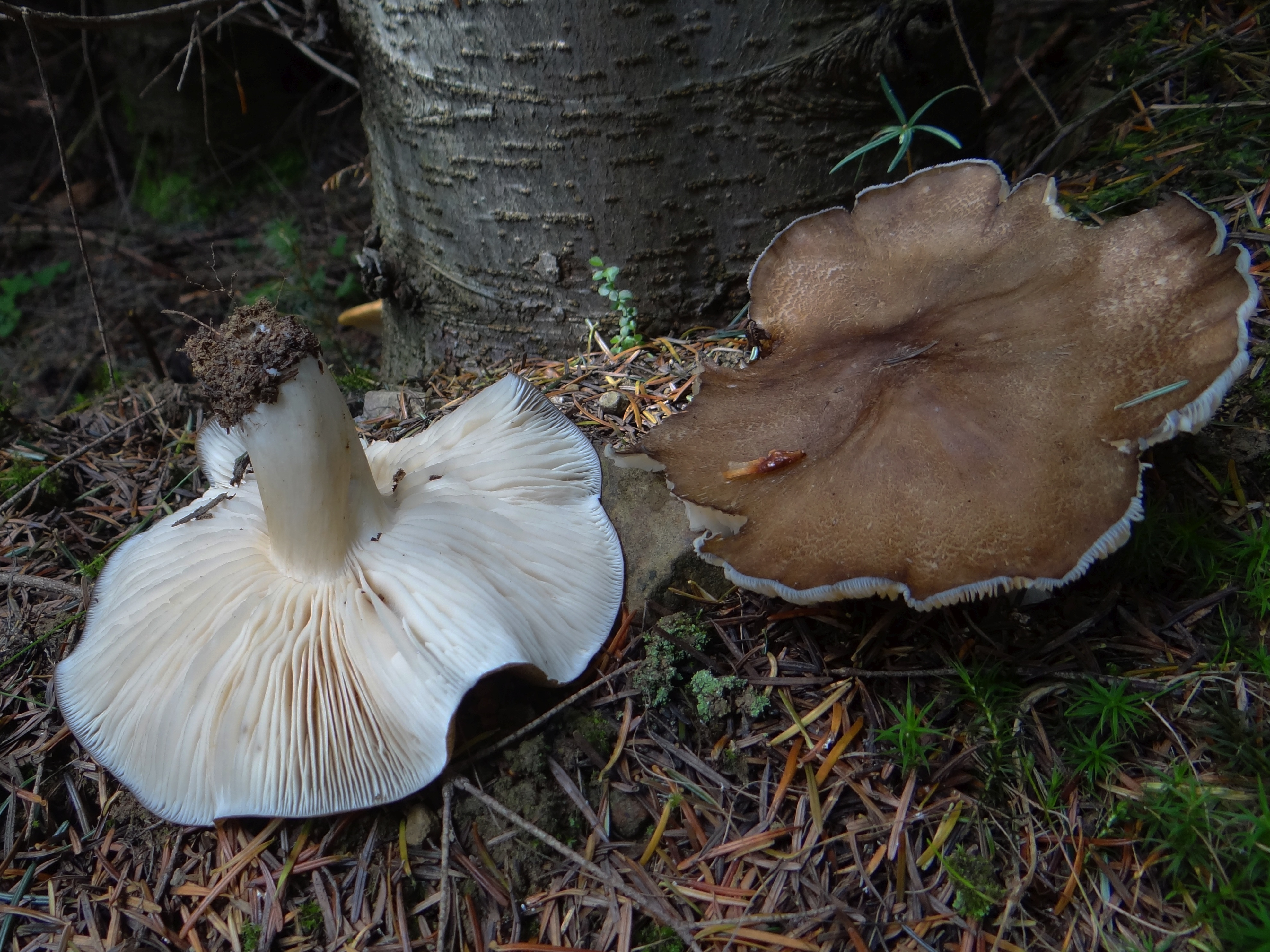

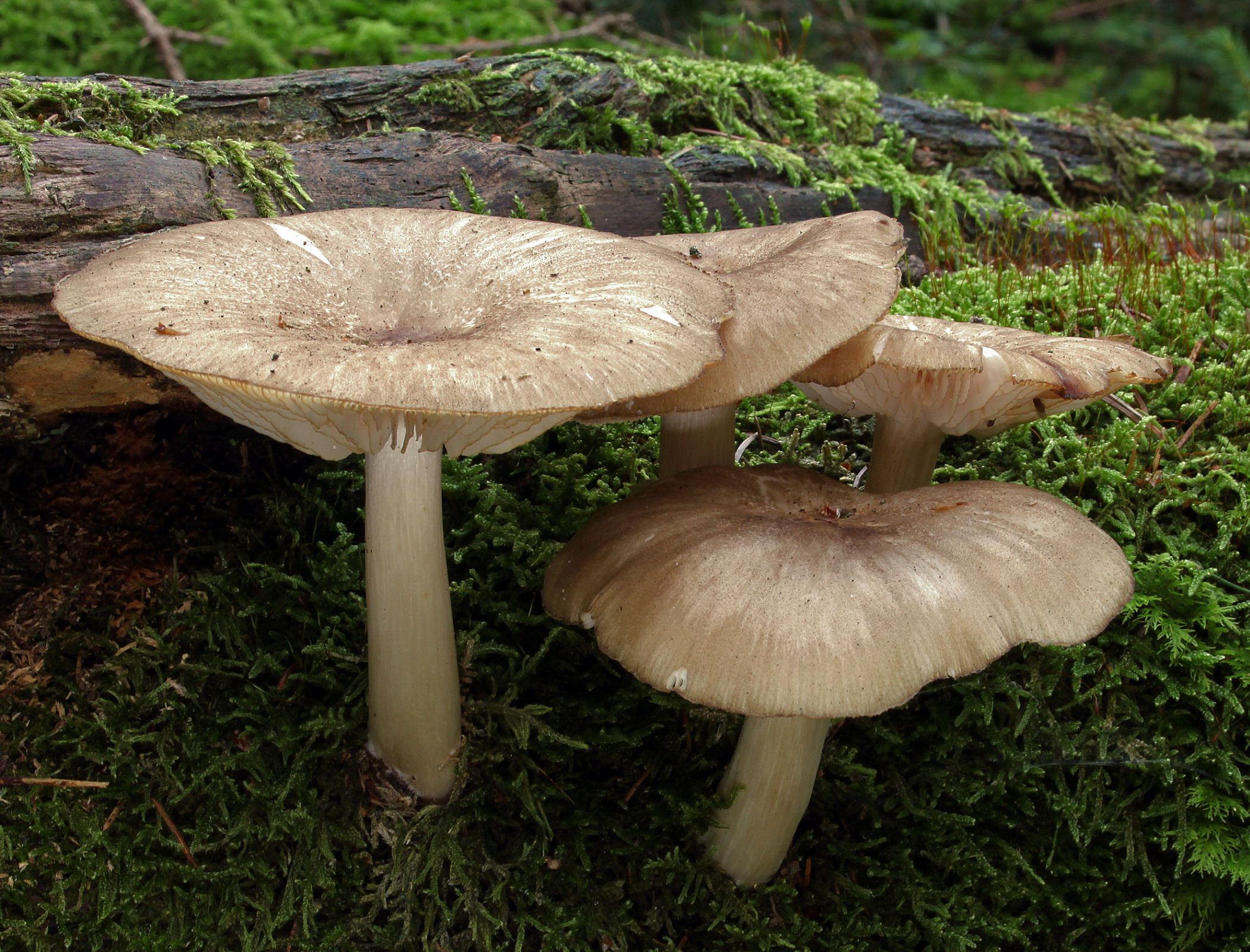

Pieniążnica szerokoblaszkowa, lejkóweczka szerokoblaszkowa (Megacollybia platyphylla (Pers.) Kotl. & Pouzar) – gatunek grzybów z rzędu pieczarkowców (Agaricales).

## Systematyka i nazewnictwo
Pozycja w klasyfikacji według Index Fungorum: Megacollybia, Incertae sedis, Agaricales, Agaricomycetidae, Agaricomycetes, Agaricomycotina, Basidiomycota, Fungi.
Po raz pierwszy takson ten zdiagnozował w 1796 r. Christian Hendrik Persoon nadając mu nazwę Agaricus platyphyllus. Obecną, uznaną przez Index Fungorum nazwę nadali mu w 1972 r. František Kotlaba i Zdeněk Pouzar, przenosząc go do rodzaju Megacollybia.
Synonimów naukowych ma ponad 20. Niektóre z nich:

- Agaricus grammocephalus Bull. 1793
- Agaricus platyphyllus Pers. 1796
- Agaricus platyphyllus var. platyphyllus Pers. 1796
- Agaricus platyphyllus var. repens Fr. 1838
- Agaricus repens Fr. 1815
- Agaricus tenuiceps Cooke & Massee 1891
- Clitocybula platyphylla (Pers.) E. Ludw. 2001
- Collybia grammocephala (Bull.) Quél. 1886
- Collybia platyphylla (Pers.) P. Kumm. 1871
- Gymnopus platyphyllus (Pers.) Murrill 1916
- Hydropus platyphyllus (Pers.) Kühner 1980
- Oudemansiella platyphylla (Pers.) M.M. Moser 1983
- Tricholoma tenuiceps (Cooke & Massee) Massee 1911
- Tricholomopsis platyphylla (Pers.) Singer 1939

Nazwę polską podał Władysław Wojewoda w 1987 r. W polskim piśmiennictwie mykologicznym gatunek ten opisywany był też jako bedłka szerokoblaszkowa, pieniążek szerokoblaszkowy i monetka szerokoblaszkowa. W 2025 r. Komisja ds. Polskiego Nazewnictwa Grzybów Polskiego Towarzystwa Mykologicznego zarekomendowała nazwę lejkóweczka szerokoblaszkowa (niespójną z nazwą naukową).

## Morfologia
Kapelusz
Średnica 5–15 cm, u młodych okazów półkulisty, później płasko-wypukły, na koniec płaski i promieniście popękany. Często posiada niewielki i tępy garb. Powierzchnia z wyraźnymi, powrastanymi włókienkami, barwa brązowoszara, oliwkowa, szarobrązowa, dymnobrązowa.
Blaszki
Bardzo szerokie, rzadkie i zatokowato wycięte. Mają kolor od białego do brudnobiałego, czasami są w dolnej części żyłkowane. Mają ząbkowane lub karbowane ostrza i są zaokrąglone przy trzonie. Często między blaszkami przebywają skoczogonki.
Trzon
Wysokość 6–15 cm, grubość 1–2 cm. Jest podłużnie włóknisty, początkowo białawy, potem szarobrązowy, jaśniejszy niż kapelusz. W nasadzie trzonu występują duże ryzomorfy, które mogą osiągać długość nawet kilku metrów. Przerastają one drewno i glebę, a owocniki pojawiają się często dopiero w pewnej odległości od materii organicznej, którą odżywia się grzyb.
Miąższ
Biały i dość łykowaty. Cienki, tak że kapelusz widziany pod słońce jest prześwitujący. Smak łagodny, zapach niewyraźny.
Wysyp zarodników
Biały. Zarodniki niemal kuliste, gładkie, o rozmiarach 7–8 × 6–7 μm.
Gatunki podobne
- drobnołuszczak jeleni (Pluteus cervinus). Ma blaszki wolne, w starszych owocnikach zmieniające barwę na mięsnoróżową, kruchy miąższ oraz łososioworóżowy wysyp zarodników[8]. Na cystydach ma rogowate wyrostki i ma gęściejsze blaszki[5].
- lejkóweczka postrzępiona (Clitocybula lacerata). Rośnie w górach na martwym drewnie świerków, zwykle w kępkach i ma mniejsze owocniki o nieco lejkowatym kształcie[8].

## Występowanie i siedlisko
Pieniążnica szerokoblaszkowa jest szeroko rozprzestrzeniona w Europie i Ameryce Środkowej. Poza tymi dwoma kontynentami stanowiącymi główny obszar jej występowania opisano także jej stanowiska w Ameryce Środkowej i Japonii. W Europie Środkowej gatunek dość pospolity, w Polsce również.
Saprotrof. Występuje w różnego typu lasach, częściej w liściastych. Owocniki pojawiają się od maja do października, na mocno spróchniałym drewnie (najczęściej liściastym). Rośnie na próchniejącym drewnie drzew liściastych i iglastych, najczęściej na drewnie buka. Czasami wyrasta na zagrzebanym w ziemi drewnie, sprawiając wrażenie, jak gdyby rósł na ziemi.

## Znaczenie
W niektórych atlasach grzybów uważany jest za grzyb niejadalny lub nawet trujący. Istotnie, ma on marne walory smakowe, ale jeden, dwa egzemplarze dodane do potrawy mogą uzupełnić jej smak.